# Micropeza bilineata
Micropeza bilineata är en tvåvingeart som beskrevs av Wulp 1897. Micropeza bilineata ingår i släktet Micropeza och familjen skridflugor. Inga underarter finns listade i Catalogue of Life.